# Bracon ichneumoniformis
Bracon ichneumoniformis är en stekelart som beskrevs av Maximilian Spinola 1840. Bracon ichneumoniformis ingår i släktet Bracon och familjen bracksteklar. Inga underarter finns listade.